# Santa Pupa
Santa Pupa è una santa inesistente, o che comunque non compare nel martirologio della Chiesa cattolica.  Il suo soccorso è tuttavia ancora popolarmente invocato a Roma e nell'Italia centrale, a protezione dei bambini quando cadono e rischiano di farsi male.

## Origini
È verosimile che Pupa sia la cristianizzazione di una qualche divinità pagana che aveva il compito di proteggere i bambini (se non di svariate divinità minori pagane legate al mondo dell'infanzia, come Paventia (o Paventina, che designa espressamente la paura infantile), Carda, Stimula etc., fuse in un'unica figura).
Il poeta romano Gioacchino Belli doveva nutrirle una particolare devozione, se dedicò, a questa santa domestica, uno dei suoi famosi sonetti:
Senza de lei Dio sa li cascatoni!
Eppuro, a sta gran zanta, poverella,
Je vedi mai una cannela accesa?
J'opre gnissuno un bucio de cappella?
E Trilussa, del quale non si conoscono figli, pure teneva nel proprio studio un piccolo dipinto ad olio con il ritratto di santa Pupa (attualmente visibile nella cosiddetta "stanza di Trilussa" al Museo di Roma in Trastevere).

## Il castello
Santa Pupa fu anche il nome di un borgo fortificato sorto nel Medioevo nel territorio dell'odierna Manziana, probabilmente ad opera dei Prefetti di Vico, dai quali fu venduto nel 1290 all'Ospedale di Santo Spirito. Verso il 1435 fu poi acquisito da Everso degli Anguillara, e seguì il destino della famiglia: ritolto alla signoria degli Anguillara da Paolo II e spopolato, se ne perse quasi la memoria. Il nome rimane tuttavia attribuito ad un ipogeo della zona.